# Herba adventícia

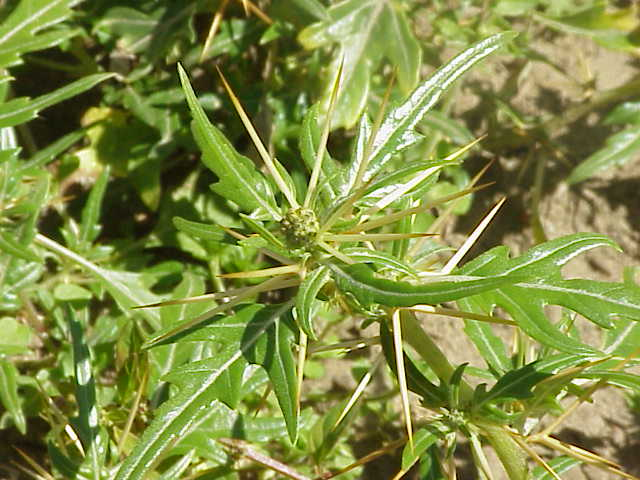
L'espina-xoca (Xanthium spinosum), una mala herba.

Mala herba, adventícia, arvense, brossa o infestant són paraules que es refereixen a tota planta que creix en una parcel·la agrícola on no és volguda. Els termes «mala herba» o «brossa» tenen connotacions despectives i subjectives, per això sovint és preferible utilitzar els sinònims «adventícia» o «infestant».
La componen plantes, generalment anuals, o bé geòfits, que l'home dissemina involuntàriament (antropocòria), i que entren en competència amb les plantes útils conreades. És el cas de la rosella, la calcida, etc. Per la mateixa distribució humana no és gens rar que ocupen una àrea geogràficament extensa; algunes han acabat essent de distribució sub-cosmopolita. Algunes plantes com la civada eren originalment males herbes dins del conreu del blat fins que van acabar essent domesticades. Mentre la vegetació ruderal és la que es troba als voltants dels nuclis urbans, l'arvense es fa entremig dels camps de conreu. Totes dues formacions són constituïdes per plantes que aprofiten les condicions ecològiques que genera l'activitat agrícola i ramadera. En aquest ambient, abunden les plantes herbàcies de caràcter anual.
El maragall (gènere Lolium) i el melilot (gènere Melilotus) són infestants però també es conreen com farratgeres. Espècies cultivades com el gira-sol i la patatera es poden comportar com males herbes en el cas que nasquen o rebroten a l'any següent de ser conreades ja dins d'una nova sembra o plantació. El cas general és però que les males herbes siguen d'espècies silvestres i produeixquen danys econòmics importants.
Normalment el sòl agrícola constitueix l'anomenat banc de llavors del sòl on hi ha un alt nombre de sements i parts vegetatives moltes d'elles en estat de dormició i altres preparades a germinar tan bon punt troben les condicions adients. Les successives llaurades, que de vegades deixen el sol esmicolat, preparen també el sòl per les adventícies.
La malherbologia és la ciència dedicada a l'estudi d'aquest tipus de plantes.

## Principals característiques vitals
- Rusticitat: Generalment suporten millor la secada que les plantes conreades, són més resistents a plagues i malalties i són més vigoroses, creixen més de pressa.[8]
- Cicle vital generalment breu, però també hi ha males herbes vivaces o perennes.
- Producció d'altes quantitats de llavors.[9]
- Alta capacitat germinativa a vegades combinada amb presència de llavors latents.
- Facilitat de dispersió de les sements, de vegades amb plomalls pel vent, enganxats a la pell d'animals, en el calçat, les eines, etc.
- Multiplicació vegetativa: Per exemple l'arrel del card anomenat Calcida (gènere Cirsium)que encara que es talli, el tros d'arrel que queda a sota forma un altre cop la planta i no es pot eliminar de forma mecànica.[10]

## Significancia ecològica

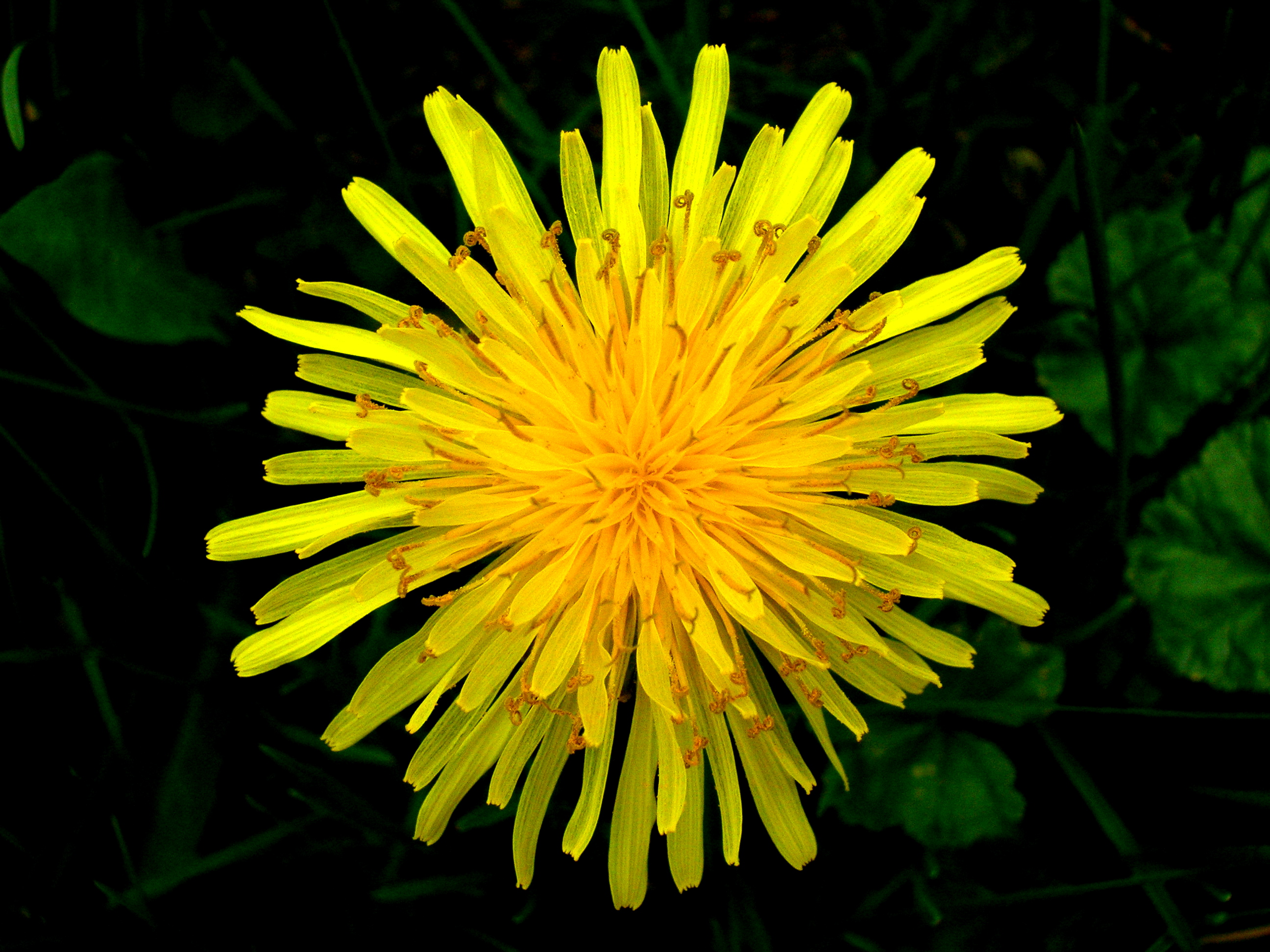
Un dent de lleó és una planta comuna a tot el món, especialment a Europa, Àsia i Amèrica. És un exemple ben conegut d'una planta que es considera una mala herba en alguns contextos (com la gespa) però que no és una mala herba en d¡altres (com quan s'utilitza com a verdura o herba medicinal.

Certes classes de males herbes són ruderals amb adaptacions que les avantatgen en certs ambients. És a dir: ambients pertorbats, on el sòl o la coberta vegetal natural han estat danyats o es danyen amb freqüència, aquestes pertorbacions donen avantatges a les males herbes sobre els cultius desitjables, les pastures o les plantes ornamentals. La naturalesa de l'hàbitat i les seves alteracions afectaran o fins i tot determinaran què tipus de comunitats de males herbes es converteixen en dominants.
Entre els exemples d'aquestes espècies ruderals o pioneres es troben les plantes adaptades a entorns pertorbats de forma natural, com les dunas i altres zones escombrades pel vent amb sòls canviants, les planes d'inundació al·luvials, les riberes dels rius i els deltes, i les zones que es cremen repetidament. Atès que les pràctiques agrícoles i hortícoles humanes sovint imiten aquests entorns naturals en els quals han evolucionat les espècies de males herbes, algunes males herbes estan efectivament esteses per créixer i proliferar en àrees pertorbades per l'home, com a camps agrícoles, gespes, jardins, vores de carreteres i obres de construcció. La naturalesa de mala herba d'aquestes espècies sovint els dona un avantatge sobre les espècies més desitjables perquè sovint creixen ràpidament i es reprodueixen ràpidament, solen tenir llavors que persisteixen en el banc de llavors del sòl durant molts anys, o poden tenir una vida curta amb múltiples generacions en la mateixa temporada de creixement. En canvi, les males herbes perennes solen tenir tiges subterrànies que s'estenen sota la superfície del sòl o, com l'heura terrestre (Glechoma hederacea), tenen tiges rastreres que arrelen i s'estenen pel sòl.
Algunes plantes es converteixen en dominants quan s'introdueixen en nous entorns perquè els animals i plantes del seu entorn original que competeixen amb elles o s'alimenten d'elles estan absents; en el que de vegades es diu la "hipòtesi dels enemics naturals", les plantes alliberades d'aquests consumidors especialitzats poden convertir-se en dominants. Un exemple és la mala herba de Klamath, que va amenaçar milions d'hectàrees de cereals i terres de pasturatge de primera qualitat a Amèrica del Nord després que s'introduís accidentalment, però es va reduir a una rara mala herba a la vora de la carretera en diversos anys després que s'importessin alguns dels seus enemics naturals durant la Segona Guerra Mundial. En llocs on no hi ha depredació ni relacions de competència mútua, les males herbes disposen de més recursos per créixer i reproduir-se. Les males herbes d'algunes espècies que s'introdueixen en nous entorns poden deure's a la seva producció de substàncies químiques al·lelopàtiques a les quals les plantes autòctones encara no estan adaptades, un escenari que de vegades es denomina "hipòtesi de les noves armes". Aquestes substàncies químiques poden limitar el creixement de les plantes establertes o la germinació i el creixement de llavors i plàntules.
Una altra de les formes en les quals el paper ecològic d'una planta pot convertir-la en una mala herba encara que sigui en si mateixa inofensiva, és si alberga una plaga que depèn d'ella per sobreviure; per exemple, les espècies de Berberis són hostes intermedis dels fongs de la rolla de la tija, per la qual cosa promouen greus danys en els cultius de blat quan creixen prop dels camps.

### Competència amb plantes conreades i endèmiques

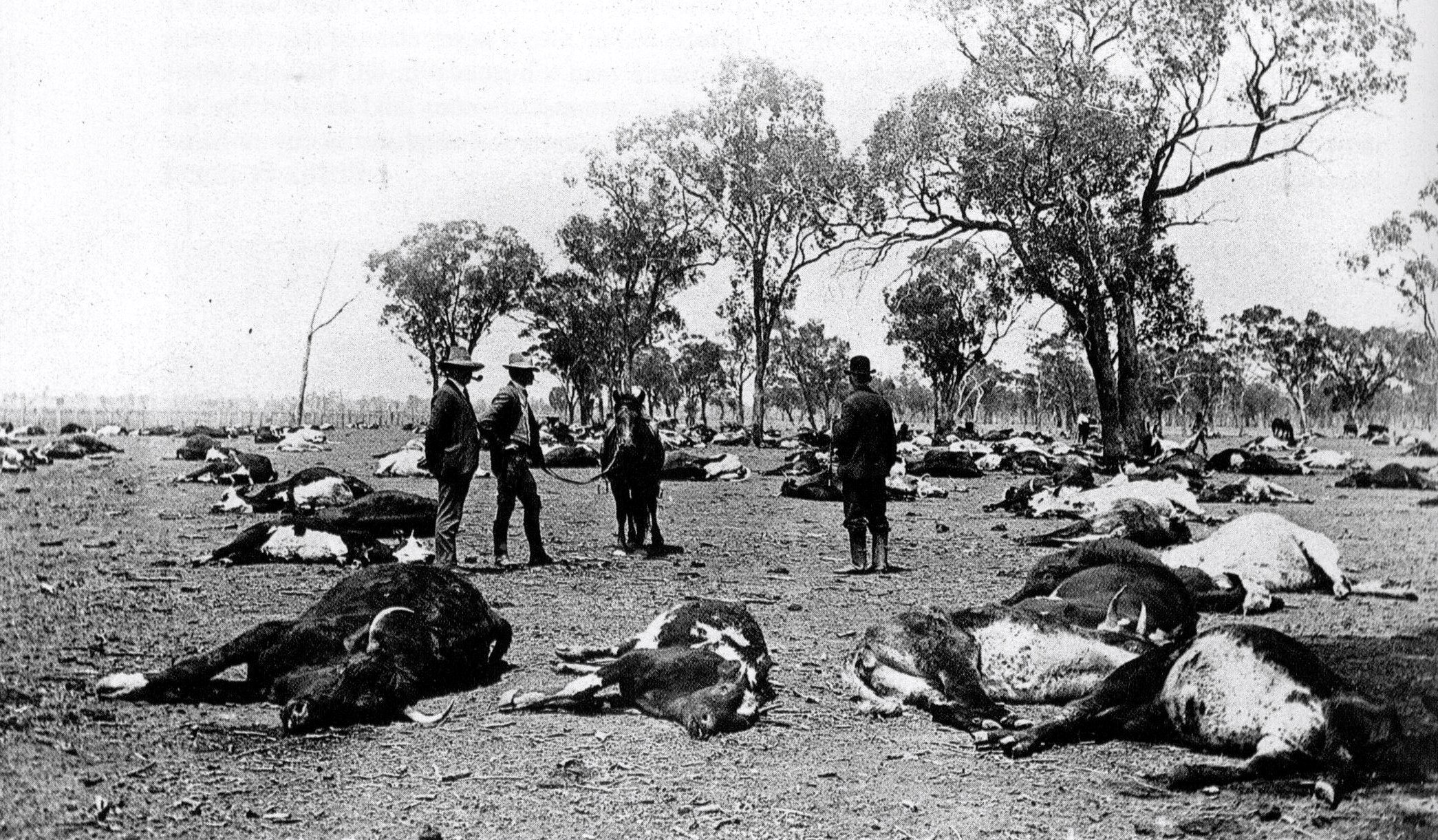
Austràlia, 1907: Els ramaders examinen 700 cadàvers de bestiar que van morir durant la nit per una planta verinosa.

Una sèrie de plantes natives o no natives no són desitjades en un lloc específic per una sèrie de raons. Una important és la funcional: interfereixen en la producció d'aliments i fibres en l'agricultura, per la qual cosa han de ser controlats per evitar que es perdi o disminueixi el rendiment dels cultius. Altres raons importants són que interfereixen amb altres objectius cosmètics, decoratius o recreatius, com en gespa, arquitectura paisatgística, camp de joc i camp de golf. Així mateix, poden ser motiu de preocupació per raons mediambientals, ja que les espècies introduïdes competeixen pels recursos o l'espai amb les plantes endèmiques desitjades.
Per totes aquestes raons, horticultura (tant funcionals com a cosmètiques) i ambiental, les males herbes interfereixen al:
- competir amb les plantes desitjades pels recursos que una planta sol necessitar, és a dir, la llum solar directa, els nutrients del sòl, l'aigua i (en menor mesura) l'espai per al seu creixement;
- proporcionar hostes i vectors pels patògens de les plantes, donant-los una major oportunitat d'infectar i degradar la qualitat de les plantes desitjades;
- proporcionar aliment o refugi a plagues animals com les aus que mengen llavors i les mosques de la fruita Tephritid que, d'una altra manera, amb prou feines podrien sobreviure a l'escassetat estacional;[19]
- produir irritació a la pell o al tracte digestiu de les persones o els animals, ja sigui irritació física a través de espines, pues, o maduixes, o irritació química a través de verís naturals o irritants en l'herba (per exemple, els verins que es troben en les espècies de Nerium');[20]
- causar danys en les arrels d'obres d'enginyeria com a desguassos, superfícies de carreteres i fonaments,[21] bloquejant rierols i rierols.[22]

En l'ecologia de les males herbes, algunes autoritats parlen de la relació entre "les tres P": planta, lloc (en anglès: place) i percepció. Aquestes han estat definides de forma molt variada, però els trets de les males herbes enumerades per H.G. Baker són àmpliament citats.
Les males herbes han estat una preocupació des de fa molt temps, tal vegada des que els éssers humans han conreat plantes. S'esmenten en diversos textos històrics, com el Sonet 69 de Shakespeare:
"A la teva bella flor afegeix l'olor rància de les males herbes: / Però per què la teva olor no coincideix amb el teu espectacle, / El sòl és aquest, que tu creixes comunament".
i la Bíblia:
"Maleïda sigui la terra per la teva culpa; amb dolorós treball menjaràs d'ella tots els dies de la teva vida. Et produirà espines i cards, i menjaràs les plantes del camp. Amb la suor del teu front menjaràs el teu menjar fins que tornis a la terra."

### Beneficis de les males herbes
""Què seria del món, una vegada desproveït,

de l'humit i el salvatge? Deixem-los.

Oh, deixem-los; el salvatge i l'humit;

Llarga vida a la mala herba i al salvatge encara." - Poema Inversnaid de Gerard Manley Hopkins
Si bé la paraula "mala herba" generalment posseeix una connotació negativa, moltes plantes conegudes com a mala herba poden tenir propietats beneficioses. Diverses males herbes, tals com el dent de lleó (Taraxacum) o el blet blanc, són comestibles, i les seves fulles o arrels poden ser utilitzades com aliment o en medicina natural. La bardana és comuna en gran part del món, i de vegades s'utilitza per fer sopa i medicina a l'Àsia oriental. Algunes males herbes atreuen a insectes beneficiosos, que al seu torn poden protegir els cultius de plagues nocives. Les males herbes també poden impedir que els insectes plaga trobin un cultiu, perquè la seva presència interromp la incidència dels senyals positius que les plagues utilitzen per localitzar el seu aliment. Les males herbes també poden actuar com "mantell viu", proporcionant una cobertura del sòl que redueix la pèrdua d'humitat i evita l'erosió. Les males herbes també poden millorar la fertilitat del sòl; la dent de lleó, per exemple, aporta nutrients com el calci i el nitrogen des de les profunditats del sòl amb la seva arrel pivotant, i el trèvol alberga bacteris fixadors de nitrogen en les seves arrels, fertilitzant el sòl directament. La dent de lleó és també una de les moltes espècies que trenquen el hardpan en els camps excessivament conreats, ajudant als cultius a desenvolupar sistemes d'arrels més profunds. Algunes flors de jardí tenen el seu origen en les males herbes dels camps conreats i han estat criades selectivament per les seves flors o el seu fullatge. Un exemple d'una mala herba conreada en els jardins és la niella (Agrostemma githago) que era una mala herba comuna en els camps de blat europeus, però que ara es conrea de vegades com a planta de jardí.

## Danys que produeixen
- En la collita: Les corretjoles del gènere Convolvulus s'enreden en la maquinària, les males herbes, encara verdes, poden humitejar la collita i fer-la fermentar. Les restes d'adventícies en la collita deprecien el producte.
- Ocupen terreny i no deixen créixer el conreu, en alguns casos per al·lelopatia i poden arribar a sufocar-lo.
- Competència per l'aigua, els nutrients i la llum
- Plantes nocives poden ser verinoses[30] o que donen mal gust a productes com la farina o arribar a intoxicar els ramats.

## Paper en la vegetació
Les herbes adventícies en els terrenys que es cultiven atrauen i sostenen una gran varietat d'organismes, incloent aquells que regulen la densitat de les males herbes i la composició de la flora d'adventícies. El darrer grup inclou herbívors, granívors i microorganismes. la depredació que aquests fan sobre les llavors redueix significativament l'entrada de llavors al banc de llavors, reduint per tant l'ús d'herbicides.

## Control
El control de males herbes es pot fer tradicionalment mitjançant tècniques de tipus mecànic bé siguen manuals o amb maquinària, fent servir rotacions de conreu, llaurar uns dies abans de la sembra per tal que isquen primer les males herbes i tornar a llaurar per eliminar-les. Practicar la cobertura del terreny amb material inert (mulching) o en determinats casos amb l'ús de l'aigua o el foc.
Els herbicides són una tècnica més moderna que requereix una cura en l'aplicació molt especial.
L'agricultura ecològica no usa herbicides de síntesi i procura emprar les altres tècniques esmentades.

## Principals males herbes dels Països Catalans
- Blet
- Calcida
- Cugula
- Corretjola
- Cua de cavall
- Cúscuta
- Grama
- Melilot
- Males herbes de l'arròs
- Maragall
- Morró
- Panissola
- Ravenissa comuna
- Rosella, roella, ababol, quicaraquic
- Verdolaga
- Verònica
- Xanthium